# Sebastián Lerdo de Tejada
Sebastián Lerdo de Tejada y Corral (Xalapa, 24 april 1823 - New York, 21 april 1893) was een Mexicaans liberaal politicus. Hij was president van 1872 tot 1876. Hij was de jongere broer van Miguel Lerdo de Tejada, eveneens een prominent politicus.

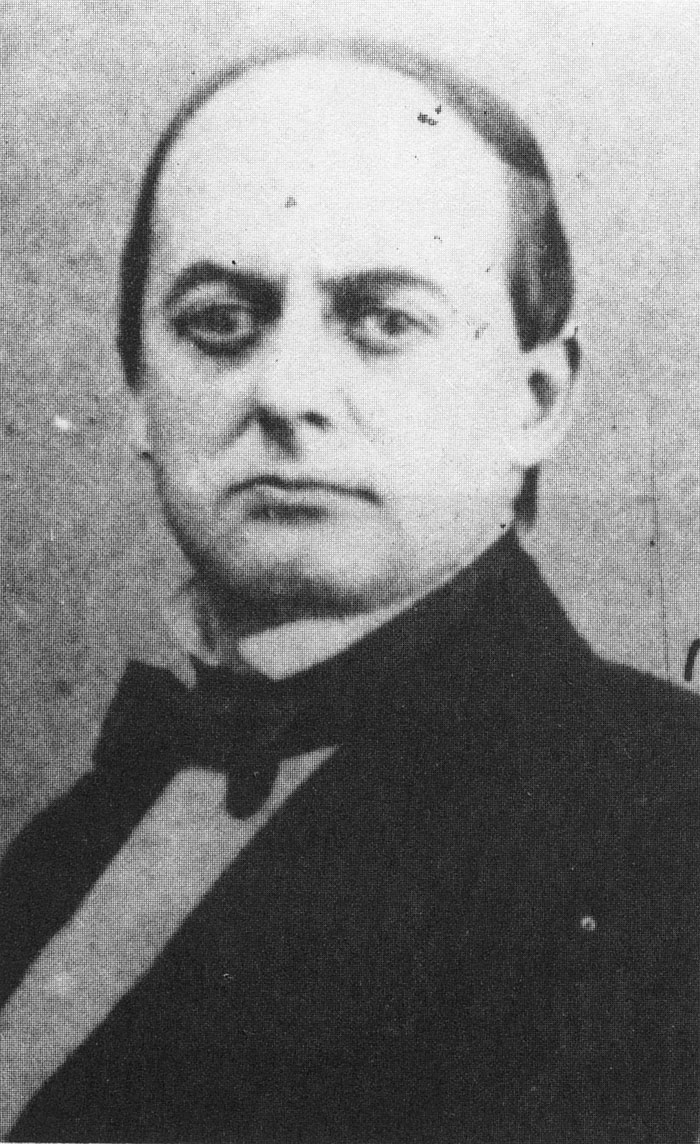
Sebastián Lerdo de Tejada

Hij was aanhanger van Benito Juárez. Hij was minister van buitenlandse zaken onder Ignacio Comonfort en werd voorzitter van de Kamer van afgevaardigden in 1861. Tijdens de Franse invasie en het Tweede Mexicaanse Keizerrijk bleef hij trouw aan de liberalen en zat hij in het verzet tegen de Fransen. Hij was een voorstander van de executie van Keizer Maximiliaan. 
Na de dood van Juárez op 19 juli 1872 nam Lerdo het presidentschap over. Kort daarna won hij met grote meerderheid de verkiezingen van Porfirio Díaz. Hij zette de liberale koers van zijn voorganger voor. Hij liet spoorwegen aanleggen, scholen bouwen en alle staatshoofdsteden verbinden met telegraaflijnen. Minder populair waren zijn maatregelen gericht tegen de Rooms-Katholieke Kerk, zoals het in beslag nemen van kerkelijke goederen, en zijn centralistische politiek.
Op 24 juli 1876 werd hij herkozen, iets wat grondwettelijk verboden was. José María Iglesias en Porfirio Díaz kwamen in opstand, en Lerdo werd gedwongen te vluchten naar de Verenigde Staten.
- Bibliothèque nationale de France: cb13542201n (data)
- Catàleg d'autoritats de noms i títols de Catalunya: 981058614899006706
- Gemeinsame Normdatei: 131995715
- International Standard Name Identifier: 0000 0000 2342 2573
- Library of Congress Control Number: n82045323
- Nederlandse Thesaurus van Auteursnamen: 160578787
- SNAC: w64q8z38
- Système universitaire de documentation: 050733761
- Virtual International Authority File: 59246388
- WorldCat: E39PBJtRJrFP9ryQbVPcYJCYT3